# محمد أبو فاني
محمد أبو فاني (بالعبرية: מוחמד אבו פאני‏) هو لاعب كرة قدم إسرائيلي في مركز الوسط، ولد في 27 أبريل 1998 في كفر قرع في إسرائيل. لعب مع مكابي حيفا.

## وصلات خارجية
- محمد أبو فاني على موقع الاتحاد الأوربي (الإنجليزية)
- محمد أبو فاني على موقع قاعدة بيانات كرة القدم.إي يو (الإنجليزية)
- محمد أبو فاني على موقع ناشيونال فوتبول تيمز (الإنجليزية)
- محمد أبو فاني على موقع Soccerway.com (الإنجليزية)
- محمد أبو فاني على موقع عالم كرة القدم.نت (الإنجليزية)